# Kimnyong sa
Kimnyong sa (김룡사 Klasztor Złotego Smoka) – koreański klasztor.

## Historia klasztoru
Klasztor ten został wybudowany w 588 roku przez Undala Josę w dolinie na górze Undal, w prowincji Gyeongsang Północny.
W 1624 roku został odrestaurowany przez mnicha Hyŏch'onga.
W 1644 roku klasztor uległ spaleniu i został odbudowany w roku 1649.
W XIX i XX wieku Kimnyong sa stał się jednym z głównych ośrodków praktyki sŏn, w którym praktykowało ponad stu mnichów.
W 1911 roku podczas okupacji Korei przez Japonię, kraj został podzielony na trzydzieści dystryktów i wybrano trzydzieści głównych klasztorów do sprawowania kontroli nad innymi. Kimnyong sa został wybrany jako jeden z głównych klasztorów. Zniesiono także zakaz wstępu mnichom buddyjskim do Seulu – po 272 latach istnienia zakazu.
Jednak po wojnie koreańskiej klasztor zaczął wychodzić z użycia i podupadać. W 1989 roku budynki były już bardzo uszkodzone i groziły zawaleniem. Mieszkał tam tylko jeden mnich.
W 1998 roku prawie cały klasztor uległ pożarowi.
Ostatnio podjęto gruntowne prace renowacyjne.

## Adres klasztoru
- 410 Gimyong-ri, Sanbuk-myeon (372 Gimyong-gil), Mungyeong, Gyeongsangbuk-do, Korea Południowa